# Бурбулатівський заказник
Бурбулатівський — ботанічний заказник місцевого значення. Об'єкт розташований на території Близнюківського району Харківської області, село Бурбулатове.
Площа — 99,1 га, статус отриманий у 1998 році.
Охороняється ділянка степової та чагарникової рослинності, де зростають угруповання ковили волосистої, ковили Лессінга та мигдалю степового (Зелена книга України). Трапляються декоративні рідкісні види: шафран сітчастий, волошка Талієва, горицвіт весняний, сон чорніючий, барвінок трав'янистий тощо. До Червоної книги України занесені 4, до Червоних списків Харківщини — 10 видів рослин.